# Klaus Fichtel
Klaus Fichtel (* 19. listopadu 1944, Castrop-Rauxel) je bývalý německý fotbalista, obránce.

## Fotbalová kariéra
V německé bundeslize hrál za FC Schalke 04 a Werder Brémy. V bundeslize nastoupil v 552 ligových utkáních a dal 14 gólů. V roce 1972 získal s týmem FC Schalke 04 německý pohár. V Poháru vítězů pohárů nastoupil ve 14 utkáních a dal 1 gól a v Poháru UEFA nastoupil ve 12 utkáních a dal 1 gól. Za reprezentaci Německa nastoupil v letech 1967–1971 ve 23 utkáních a dal 1 gól. Byl členem bronzové reprezentace Německa na Mistrovství světa ve fotbale 1970, nastoupil v 5 utkáních.

## Ligová bilance
| Ročník                                    | Zápasy | Góly | Klub          |
| ----------------------------------------- | ------ | ---- | ------------- |
| Německá fotbalová Bundesliga 1965/1966    | 34     | 0    | FC Schalke 04 |
| Německá fotbalová Bundesliga 1966/1967    | 34     | 0    | FC Schalke 04 |
| Německá fotbalová Bundesliga 1967/1968    | 34     | 0    | FC Schalke 04 |
| Německá fotbalová Bundesliga 1968/1969    | 29     | 0    | FC Schalke 04 |
| Německá fotbalová Bundesliga 1969/1970    | 32     | 1    | FC Schalke 04 |
| Německá fotbalová Bundesliga 1970/1971    | 29     | 1    | FC Schalke 04 |
| Německá fotbalová Bundesliga 1971/1972    | 33     | 3    | FC Schalke 04 |
| Německá fotbalová Bundesliga 1972/1973    | 18     | 1    | FC Schalke 04 |
| Německá fotbalová Bundesliga 1973/1974    | 14     | 1    | FC Schalke 04 |
| Německá fotbalová Bundesliga 1974/1975    | 29     | 1    | FC Schalke 04 |
| Německá fotbalová Bundesliga 1975/1976    | 32     | 4    | FC Schalke 04 |
| Německá fotbalová Bundesliga 1976/1977    | 34     | 0    | FC Schalke 04 |
| Německá fotbalová Bundesliga 1977/1978    | 22     | 0    | FC Schalke 04 |
| Německá fotbalová Bundesliga 1978/1979    | 34     | 2    | FC Schalke 04 |
| Německá fotbalová Bundesliga 1979/1980    | 29     | 0    | FC Schalke 04 |
| 2. německá fotbalová Bundesliga 1980/1981 | 42     | 0    | Werder Brémy  |
| Německá fotbalová Bundesliga 1981/1982    | 34     | 0    | Werder Brémy  |
| Německá fotbalová Bundesliga 1982/1983    | 33     | 0    | Werder Brémy  |
| Německá fotbalová Bundesliga 1983/1984    | 8      | 0    | Werder Brémy  |
| Německá fotbalová Bundesliga 1984/1985    | 13     | 0    | FC Schalke 04 |
| Německá fotbalová Bundesliga 1985/1986    | 13     | 0    | FC Schalke 04 |
| Německá fotbalová Bundesliga 1986/1987    | 3      | 0    | FC Schalke 04 |
| Německá fotbalová Bundesliga 1987/1988    | 11     | 0    | FC Schalke 04 |
| CELKEM Německá fotbalová Bundesliga       | 552    | 14   |               |